# Thomas Malsch
Ernst Thomas Malsch (* 24. Oktober 1946 in Hamburg) ist ein deutscher Soziologe. Sein Schwerpunkt ist die Techniksoziologie.

## Leben
Thomas Malsch wurde 1946 in Hamburg als zweites Kind des Pastors Carl Malsch (1916–2001) und seiner Gattin Elisabeth geb. Crusius (1918–2010) geboren. Er besuchte 1957 bis 1960 das Ernst-Schlee-Gymnasium in Hamburg-Groß Flottbek, 1960 bis 1962 die St. George’s School in Ost-Jerusalem und danach die Deutsche Evangelische Oberschule Kairo. Ab 1966 studierte er Soziologie an der Freien Universität Berlin, wo er nach dem Diplom (1972) als wissenschaftlicher Mitarbeiter arbeitete. 1975 wurde er zum Dr. rer. pol. promoviert.
Ab 1982 arbeitete er am Wissenschaftszentrum Berlin für Sozialforschung und habilitierte sich 1985 an der FU. 1989 folgte er einem Ruf auf den Lehrstuhl für Technik und Gesellschaft an der Universität Dortmund. 1996 wechselte er als Professor und Leiter des Institutes für Technik und Gesellschaft an die Technische Universität Hamburg-Harburg. Von 1999 bis zu seiner Pensionierung 2012 war er Leiter des DFG-Schwerpunktprogramms Sozionik.
Malsch ist ein Nachkomme von Balthasar Crusius.